# Lý Quốc Anh (nhà Thanh)
Lý Quốc Anh (chữ Hán: 李国英, ? – 1666) là người Hán quân Chính Hồng kỳ, tướng lĩnh đầu đời Thanh trong lịch sử Trung Quốc. Ông có công trấn áp các lực lượng nổi dậy ủng hộ Nam Minh ở Tứ Xuyên.

## Khởi nghiệp
Quốc Anh tự Bồi Chi, ban đầu có quân tịch ở Liêu Đông đô chỉ huy sứ ty nhà Minh, vốn là bộ hạ của Tả Lương Ngọc, được làm đến Tổng binh. Năm Thuận Trị thứ 2 (1645), Quốc Anh theo con Lương Ngọc là Tả Mộng Canh quy hàng nhà Thanh, được biên vào Hán quân Chính Hồng kỳ. Năm thứ 3 (1646), Quốc Anh theo Túc Thân vương Hào Cách tiến vào Tứ Xuyên, đánh dẹp nghĩa quân Trương Hiến Trung, được thụ chức Thành Đô tổng binh. Năm thứ 5 (1648), Quốc Anh được cất nhắc làm Tứ Xuyên Tuần phủ.

## Bình định Tứ Xuyên
Trương Hiến Trung đã tử trận (1647), tàn dư nghĩa quân Đại Tây là bọn Tôn Khả Vọng, Lưu Văn Tú hưởng ứng Nam Minh, phân chia bộ hạ là bọn Vương Mệnh Thần đánh Xuyên Nam, bọn Đàm Hoằng, Đàm Văn, Đàm Nghệ, Dương Triển, Lưu Duy Minh đánh Xuyên Đông, cùng tàn dư nghĩa quân Đại Thuận của Lý Tự Thành là bọn Hác Diêu Kỳ, Lý Lai Hanh, Viên Tông Đệ, Lưu Nhị Hổ, Hình Thập Vạn, Mã Siêu đánh tiếng hỗ trợ lẫn nhau. Đàm Hoằng xâm phạm phủ Bảo Ninh, Quốc Anh đánh bại ông ta. Vương Mệnh Thần chiếm cứ phủ Thuận Khánh, Quốc Anh chia binh 3 đạo, thủy lục cùng tiến, hạ được thành, bắt tướng địch là bọn Lý Tiên Đức, Chu Triêu Quốc. Căn cứ địa của Hình Thập Vạn, Mã Siêu gần Bảo Ninh, Quốc Anh cùng Tổng binh Huệ Ứng Chiếu đánh dẹp, bắt được tướng địch là Hồ Kính, giành lại Đồng Xuyên, đuổi địch đến Miên Châu (nay là Miên Dương), bắt được quan viên Nam Minh là bọn Lữ Tế Dân. Sau đó chiêu dụ Lưu Duy Minh, Dương Triển về hàng, rồi hạ Miên Châu.
Năm thứ 6 (1649), quân Thanh tiến lấy huyện An, hạ Chương Minh (nay là Giang Du), phá Khúc Sơn quan (nay thuộc Bắc Xuyên), chiếm Thạch Tuyền. Có người tên Tạ Quang Tổ, giữ trại kháng cự, quân Thanh đến, Quốc Anh điều binh đánh phá rồi chém chết ông ta. Năm thứ 7 (1650), Quốc Anh sai Phó tướng Tào Thuần Trung, Lưu Hán Thần chiếm các quận, huyện ở Xuyên Bắc, đặt mai phục chém thủ lãnh nghĩa quân Lão Thiết Tượng, Hoàng Diêu Tử. Năm thứ 9 (1652), Tôn Khả Vọng, Lưu Văn Tú cử đại quân tấn công Bảo Ninh, bày trận dài 15 dặm, thanh thế rất lớn. Quốc Anh đốc binh đẩy lùi mũi nhọn của địch, riêng điều binh theo lối tắt đánh phía sau, đại phá quân Nam Minh; được thụ thế chức Nhị đẳng A Đạt Cáp Cáp Phiên (về sau đổi gọi là Khinh xa Đô úy).
Năm thứ 11 (1654), Quốc Anh được gia hàm Binh bộ Thượng thư. Bấy giờ bọn Tôn Khả Vọng phá Thành Đô, các phủ Trùng Khánh, Quỳ Châu, Gia Định đều bị quân Nam Minh chiếm lấy. Ngô Tam Quế, Lý Quốc Hàn đóng quân ở Hán Trung, Quốc Anh xin sắc cho họ tiến binh. Năm thứ 13 (1656), Quốc Anh được gia hàm Thái tử thái bảo. Năm thứ 14 (1657), Quốc Anh được cất nhắc làm Thiểm Tây, Tứ Xuyên Tổng đốc. Bọn Ngô Tam Quế từ Hán Trung tiến xuống Trùng Khánh, rồi đi Quý Châu. Bọn Đàm Văn, Đàm Hoằng, Đàm Nghệ, Lưu Nhị Hổ chia nhau đồn trú Trung Châu (nay là huyện Trung), huyện Vạn (nay là Vạn Châu), hợp quân đánh Trùng Khánh; Tổng binh Trình Đình Tuấn, Nghiêm Tự Minh kháng cự, khiến quân Nam Minh thua chạy. Nghe tin kẻ địch lại hợp 13 cánh quân uy hiếp Trùng Khánh, Quốc Anh từ Bảo Ninh đi cứu, đến Hợp Giang, Đàm Nghệ đã giết Đàm Văn rồi xin hàng. Quốc Anh vào thành vỗ về, sau đó Đàm Hoằng cùng bộ tướng Hác Thừa Duệ, Trần Đạt Tiên ra hàng. Nghe tin quân Nam Minh dưới quyền của họ vẫn còn chiếm cứ 2 châu Phù (nay là Phù Lăng), Trung, Quốc Anh sai Tổng binh Vương Minh Đức đánh phá chúng. Năm thứ 17 (1660), Hác Thừa Duệ chiếm cứ Thiên hộ sở Nhã Châu (nay là Nhã An)  tái nổi dậy, Quốc Anh đốc binh đến Gia Định, chia 3 đạo tiến tiễu, phá Trúc Tinh quan mà vào; Thừa Duệ chạy đi Lê Châu (nay là Hán Nguyên), quân Thanh đuổi theo bắt được ông ta. Năm thứ 18 (1661), Xuyên, Thiểm đều đặt chức Tổng đốc, triều đình mệnh cho Quốc Anh chuyên quản Tứ Xuyên.
Năm Khang Hi nguyên niên (1662), Thạch Tuyền vương Chu Phụng Hàm nhà Nam Minh tấn công Tự Châu, Quốc Anh đánh dẹp được. Bấy giờ bọn Hác Diêu Kỳ, Lý Lai Hanh, Lưu Nhị Hổ, Viên Tông Đệ chiếm cứ núi Mao Lộc, kéo ra cướp bóc châu huyện thuộc giao giới các tỉnh Tứ Xuyên, Hồ Quảng, Thiểm Tây. Triều đình bàn cho 3 tỉnh hợp quân đánh dẹp, Quốc Anh dâng sớ nói: “Sào huyệt giặc chẹn nơi hiểm yếu, quân ta tiến đánh, chưa thể liên hợp. Nên sớm hẹn ngày hội quân, chia đường mà vào, khiến giặc 3 lối gặp địch, các nơi không còn nhàn rỗi lẫn kiên cố. Một lối đã bình, thì hội quân ở gần đó, giặc có thể diệt sạch.” Triều đình mệnh cho Tướng quân Mục Lý Mã, Đồ Hải đem cấm quân đánh dẹp, Quốc Anh cùng Tây An Tướng quân Phú Khách Thiện, Phó Đô thống Đô Mẫn hội tiễu. Năm sau (1663), Quốc Anh đốc binh tiến đến Vu Sơn, đi Trần Gia pha (nay thuộc Trường Thọ), phá lũy của Lưu Nhị Hổ. Nhị Hổ chạy rồi chết, Hác Diêu Kỳ, Viên Tông Đệ trong đêm bỏ trốn. Tổng binh Lương Gia Kỳ, Tá lĩnh Ba Đạt Thế đuổi theo quân Nam Minh đến Hoàng Thảo bình (nay thuộc Ba Nam), bắt được Diêu Kỳ, Tông Đệ cùng quan viên Nam Minh là bọn Hồng Dục Ngao. Quốc Anh lại sai Tổng binh Lý Lương Trinh phá trại Tiểu Tiêm, bắt được Đông An vương Chu Thịnh Lãng nhà Nam Minh, con của tướng cũ Đại Thuận Hạ Trân là Hạ Đạo Ninh đem quân bản bộ xin hàng.
Năm thứ 4 (1665), Quốc Anh dâng sớ nói: “Toàn Xuyên đã định, chỉ giữ lại cho cả tỉnh 45000 binh sĩ, theo tỷ lệ kỵ binh 2, bộ binh 1 để đánh, giữ đều lấy một nửa định ngạch.” Triều đình nghe theo.

## Hậu sự
Năm thứ 5 (1666), Quốc Anh mất, thụy là Cần Tương. Năm thứ 7 (1668), triều đình truy xét công của Quốc Anh, cho thụ thế chức Nhất đẳng A Tư Cáp Ni Cáp Phiên.
Thời Ung Chính, Quốc Anh được thờ trong Hiền lương từ. Thời Càn Long, hậu duệ của Quốc Anh được định phong tước Nhất đẳng Nam.

## Hậu nhân
Con trai là Lý Lạn được tập thế chức. Con Lạn là Lý Vĩnh Thăng được tập thế chức. Thời Ung Chính, Vĩnh Thăng được làm Nam Dương Tổng binh, có tội chịu đày làm lính thú ở quân đài ; Ung Chính Đế truy niệm công lao của Quốc Anh, triệu về, cho thụ chức Tham chính, rồi cất nhắc làm đến Công bộ Thượng thư. Em họ của Vĩnh Thăng là Lý Vĩnh An được thụ chức Tham tướng. Vĩnh Thăng không có con, con Vĩnh An là Lý Thì Mẫn được tập thế chức.